# Deultum

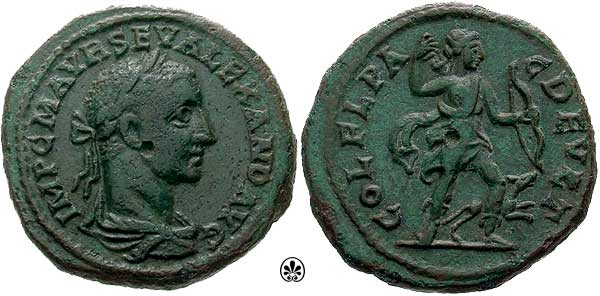
Münze von Kaiser Severus Alexander, geprägt in der römischen Siedlung Colonia Flavia Deultensium

Deultum (bulgarisch Деултум, altgriechisch Δεβελτός, Develtos oder Debeltos, bulgarisch Дебелт/Debelt) war eine antike Siedlung in Thrakien an der südwestlichen Schwarzmeerküste. Der Ort war zunächst eine am westlichen Ufer des Mandra-Sees an der Mündung des Flusses Sredezka gelegene thrakische Siedlung. 70 n. Chr. wurde in ihrer Nähe von Kaiser Vespasian unter dem Namen Colonia Flavia Pacis Deultensium eine Veteranenkolonie gegründet. Sie wird ca. 10 km westlich der heutigen bulgarischen Hafenstadt Burgas in der Nähe des Dorfes Debelt lokalisiert.

## Name
Der thrakische Name der Siedlung war wahrscheinlich Debelton (deutsch Gebiet der zwei Sümpfe). Plinius der Ältere erwähnt den Ort unter dem Namen Deultum, Claudius Ptolemäus als Δεουελτόυς, die Suda als Δηβελτός (Διβελτός), das Itinerarium Antonini als Debelco, der Geograph von Ravenna als Debellion, Ammianus Marcellinus als Dibaltum.

## Geschichte

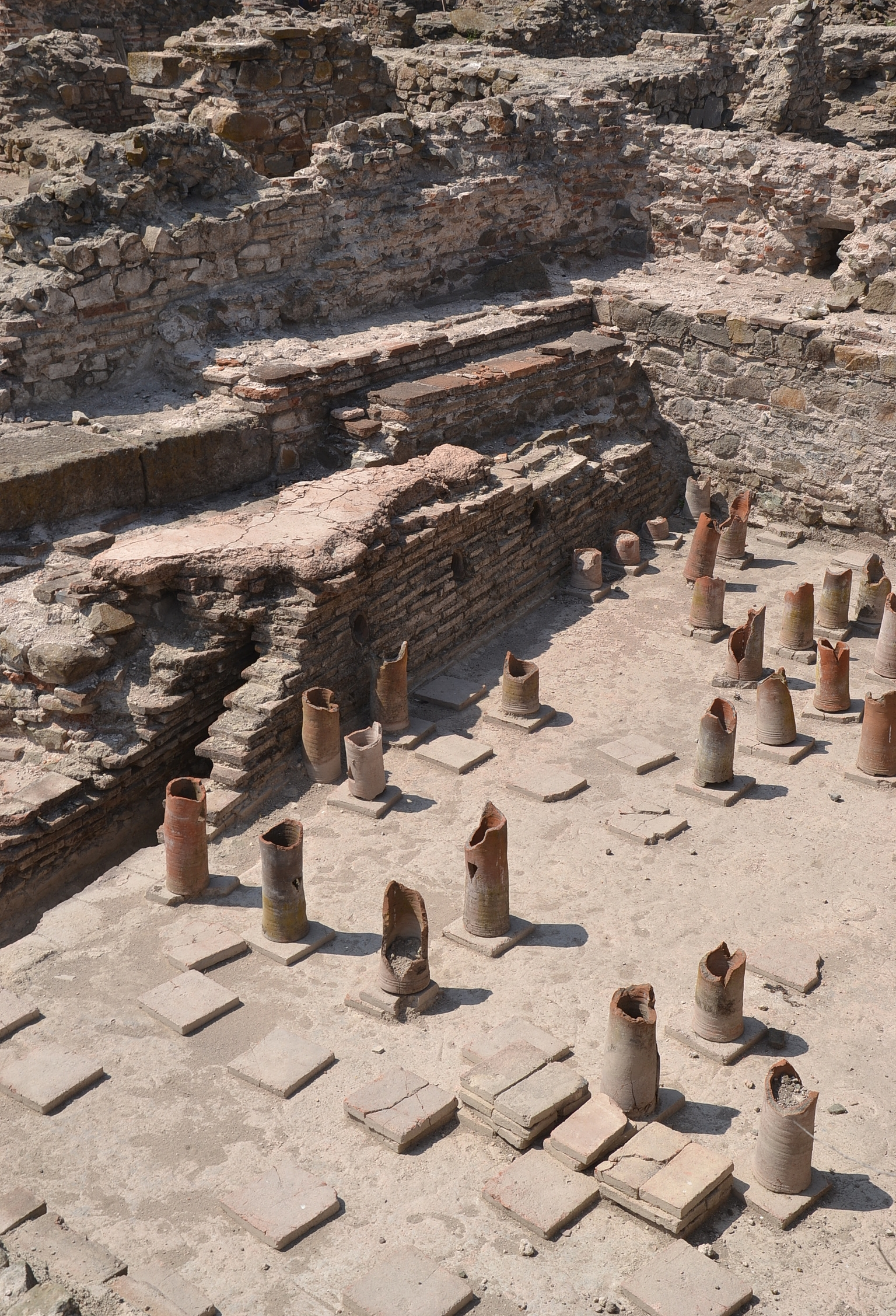
Ausgrabungen in Deultum (2013)

Auf dem Gebiet der späteren römischen Kolonie Deultum fanden sich Siedlungsspuren seit der Spätbronzezeit, danach eine hallstattzeitliche thrakische Siedlung. Deultum war im Altertum über den sich damals weiter nach Süden erstreckenden Mandra-See mit dem Meer verbunden. Attische Keramik der 1. Hälfte des 4. Jahrhunderts v. Chr., hellenistische Keramik, Münzen und Amphorenstempel von Herakleia Pontike, Thasos und Chios sprechen für die Verbindungen dieser Siedlung. Es sind keine vorrömischen schriftlichen Belege für diese Siedlung bekannt, doch lässt ihre Erwähnung bei Plinius eine ältere griechische Siedlung an ihrer Stelle vermuten.
70 n. Chr. wurde hier von Kaiser Vespasian unter dem Namen Colonia Flavia Pacis Deultensium eine Kolonie für Veteranen der Legio VIII Augusta in der Provinz Thracia gegründet.
In der Römerzeit wurde Deultum zur zweitwichtigsten Stadt der Provinz Thracia und Zentrum der Ländereien zwischen der heutigen Bucht von Burgas und dem Strandschagebirge. Dort traf eine bei Andianopolis beginnende Südwest-Nordost-Abzweigung der römischen Heeresstraße Via Militaris auf die Via Pontica, welche die Küstenstädte entlang des Schwarzen Meers verband. Eine weitere Straßenverbindung führte von Herakleia am Marmarameer, Bizye, dem heutigen Malko Tarnowo über Deultum nach Russokastro, Aetos und Marcianopolis im Norden. In westlicher Richtung begannen in Deultum Straßen, die über Kabile, Dianopolis oder Marcellae nach Augusta Traiana führten.
Im Laufe der nächsten drei Jahrhunderte weitete sich das Stadtgebiet aus. Die Bebauung der Stadt erfolgte nach dem Hippodamischen System. In der Zeit des Antoninus Pius (138–161) ließ der Statthalter Gaius Iulius Commodus Orfitianus an der Grenze der Kolonie und zum Schutze der Provinz so genannte burgi und praesidia errichten. Unter Kaiser Mark Aurel (161–180 n. Chr.) wurde die Kolonie mit Festungsmauern umgeben. Bei archäologischen Ausgrabungen wurden großangelegte und erhaltene Thermen mit Bodenbeheizung freigelegt. Sie wurden Ende des 1. Jahrhunderts errichtet und im Verlaufe der nächsten Jahrhunderte bis zum Ende des 3. Jahrhunderts mehrmals umgebaut.
Der Aphroditetempel in Deultum wurde auf einer Bronzemünze zur Zeit Gordian III. abgebildet.

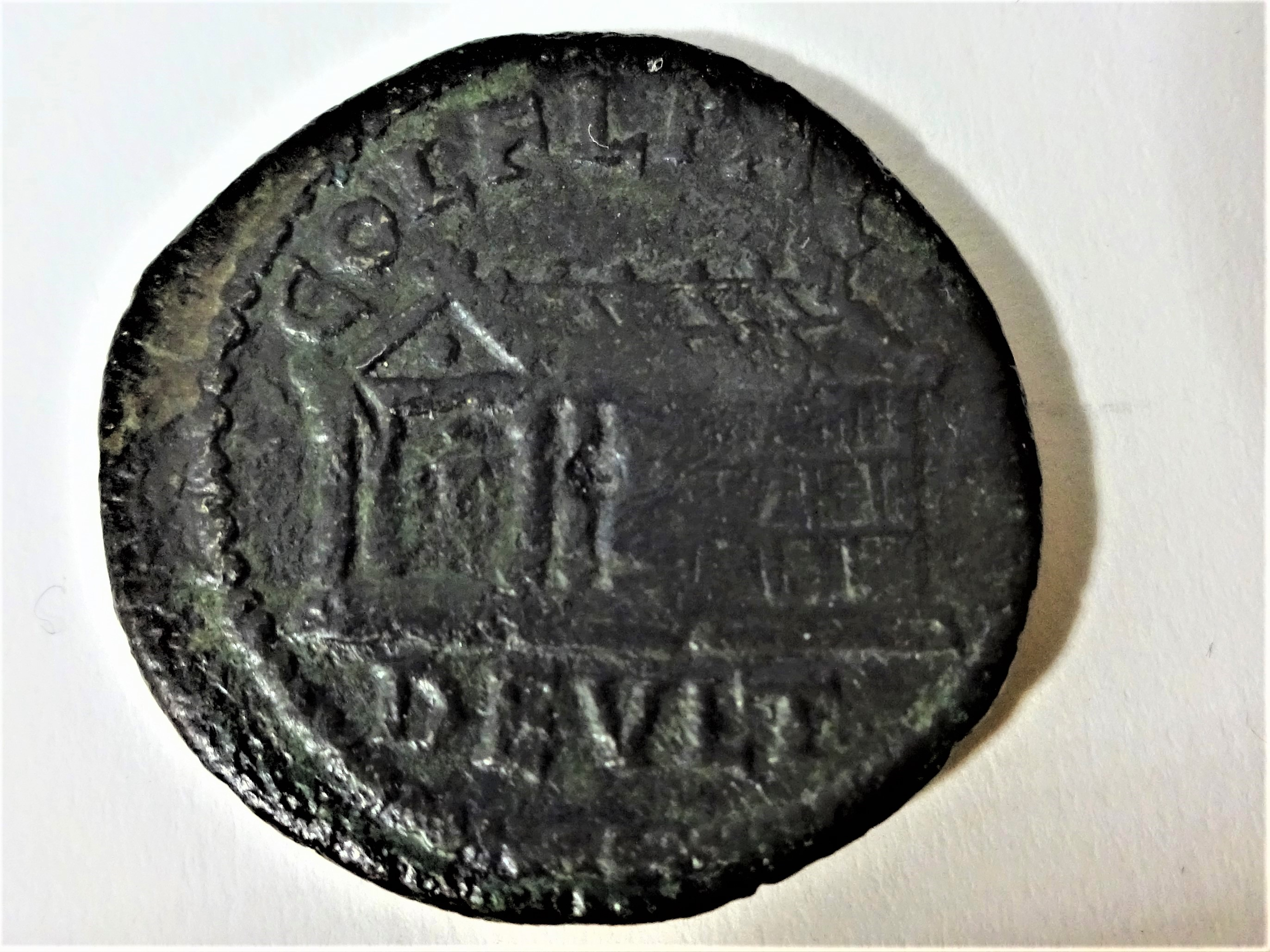
Aphroditetempel von Deultum auf Bronzemünze der Stadt z. Zt. Gordians III.

Der mit der Reichsteilung von 395 verbundene Aufstieg Konstantinopels zur Hauptstadt des Oströmischen Reiches führte zum Ausbau von Deultum. Die Kolonie wurde Mitte des 4. Jahrhunderts zur Festung erweitert. Die rechteckige Befestigungsanlage umfasste eine Fläche von 5.000 m². Die Stadt wurde Bischofssitz, auf den das heutige Titularbistum Deultum zurückgeht.
Im frühen Mittelalter entwickelte sich die Stadt zum wichtigen Grenzposten zwischen Bulgarien und Byzanz. Die Festung wurde weiter südwestlich in die bergige Landschaft des Strandschas verlegt. Im Jahre 812 eroberte der bulgarische Herrscher Krum Develt und siedelte die dortige Bevölkerung nördlich der Donau um; an ihrer Stelle kamen Bulgaren. Krum ließ über Develt den bulgarisch-byzantinischen Grenzwall, bekannt heute als Erkesija, erbauen.
Der Überlieferung nach soll 863 der bulgarische Khan Boris I. in oder in der Nähe von Develtum im Beisein des byzantinischen Kaisers Michael III. getauft worden sein. Dabei nahm er als Würdigung des oströmischen Herrschers den Taufnamen Michael an und widmete anschließend seine Regentschaft dem Ziel der Christianisierung seines Reiches. Unter Zar Simeon I. wurde Develt zum Ort der Übergabe des byzantinischen Tributes.
Durch die Erhöhung des Wasserspiegels im Schwarzen Meer kam es seit Mitte des 13. Jahrhunderts zur allmählichen Versumpfung des Mandra-Sees und des Fahrwassers. Der Hafen verschob sich in östliche Richtung, zunächst nach Skafida und später zur heutigen Stadt Burgas. Das Leben in Develtum könnte durch die osmanische Eroberung der Region zum Erliegen gekommen sein. Nach dem 14. Jahrhundert wird die Stadt nicht mehr in historischen Quellen erwähnt.